# Tofan Grup
Tofan Grup International este o un grup de companii din România, înființat în 1991 de omul de afaceri Gelu Tofan.
Cea mai mare firmă a grupului, Danubiana, a fost preluată de Tofan Grup în anul 1995.
Grupul are activități în domeniul producției și distribuției anvelopelor și în morărit și panificație.

## Controverse
Gelu Tofan a intrat în vizorul procurorilor din cauza contractului de schimb „mașini uzate contra anvelope”.
Contractul dintre Statul Major al Forțelor Terestre (SMFT) și Tofan Group a fost încheiat în anul 2000 și s-a derulat până în 2004.
În acest dosar, procurorii DNA au început investigații, după ce MApN a constatat anumite nereguli în derularea contractului privind schimbul a 4.000 de autovehicule uzate ale MApN cu 6.000 de anvelope primite de la Tofan Group.